# アルジャーノンに花束を (2002年のテレビドラマ)
『アルジャーノンに花束を』（アルジャーノンにはなたばを）は、ダニエル・キイスの小説『アルジャーノンに花束を』を原作とした日本のテレビドラマ。2002年10月8日から12月17日まで、関西テレビとMMJの企画・制作によりフジテレビ系「火曜22時枠」で放送された。主演はユースケ・サンタマリア。

## 概要
主人公チャーリイ・ゴードンは藤島ハルと名前を変え、舞台も日本に変更され、「知的障害者への差別によるいじめが強く描写されている」「主人公が恋する先生にも恋人がいる」など、一部変更されている。また結末も原作より大きく変更されている。脚本の岡田惠和、音楽の寺嶋民哉など、スタッフ、キャストにドラマ『イグアナの娘』のメンバーが集結している。
日本国外に著作権があったため、ドラマ化をするにあたり交渉に3年かかった。

## キャスト
（）は原作での該当人物
藤島ハル（チャーリイ・ゴードン）
演 - ユースケ・サンタマリア
主人公。桜井パン屋で働きながら、障害者の夜間学校に通う知的障がい者。
知能は7歳程度だが、母・佐智代の「良い子で待っていたら迎えに来る」という言葉をずっと信じている。明るく優しい性格。嬉しいことがあると、「素晴らしい‼︎」と言いながらはしゃぐ癖がある。
離れている家族と暮らしたいと願っており、自分が賢くなればそれができるかもしれないと考え、エリナの勧めで脳手術を受ける。しかし天才的な知能を得たことによって、それまで理解できなかった辛い過去を知ったことで疑い深く傲慢な性格になり、孤立してしまう。その中で高い知能より大切な物が何かを学び、次第に本来の優しさを取り戻していく。最終的に知能は元よりも退行した状態になってしまったが、周囲のサポートを受けて手術前の生活に戻った。
最終回エンディングでは、全てを受け入れ迎えに訪れた佐智代とともに、家族で暮らせるようになったことを喜んだ。
遠矢エリナ（アリス・キニアン）
演 - 菅野美穂
ハルとミキが通う夜間学校の教師。ハルと同じ知的障がいを持つ弟がいた。心優しく親切な性格で、ハルを含めた生徒たちから非常に慕われている。
脳手術を受けたハルに告白されて戸惑うが、知能の発達によって苦悩する彼を最後まで支え続けた。
最終回では授業中に訪れた恋人・晴彦からプロポーズされ、生徒全員に祝福された。
高岡晴彦
演 - 吉沢悠
エリナの恋人。彼女の教え子であるハルと出会い、意気投合する。エリナを大切に想う気持ちから知能が高くなったハルと衝突することもあったが、彼の言葉でエリナを幸せにすることを決意。最終回で彼女にプロポーズし、生徒たちに祝福される。
桜井恭子（アーサー・ドナー）
演 - 中島知子（オセロ）
桜井パン屋の店主。ぶっきらぼうで厳しい物言いが多いが、ハルとミキのために女優になる夢を捨ててまでパン屋を継ぐなど、彼らを大切に想っている。
知能が発達したことで性格が変化し、純粋さを失ったハルの態度に腹を立て一度は彼を解雇するも、エリナにお目付役を頼んだり通帳を手渡すなど何かと気にかけていた。ハルの知能が低下したことを知った際は「頭が悪くても、ハルはハルだ」と温かな言葉をかけ、再び彼を雇った。
小林留美子
演 - 石橋けい
建部の部下。エリナの友人。エリナに建部を紹介しハルが脳手術を受けるきっかけを作る。
蓮見冬美（ノーマ・ゴードン）
演 - 山口あゆみ
ハルの妹。自分に兄がいることを知らず、母・佐智代からハルを捨てたことや知的障がいがあることを聞かされ衝撃を受ける。しかし、ハルと初めて会った時に兄として「お母さんを許してほしい」と頼まれ、笑顔を取り戻す。
最終回では、佐智代からハルの知能が元に戻ったことを聞かされ愕然とするが、全てを受け入れ彼を迎え入れる決意をした。
原田文彦
演 - 井澤健
ハルの同僚。知的障がいがあるハルとミキを不快に思っており、ハルが知能が高くなり意見などを言うようになると衝突する。後日彼が解雇されたことで自分の過ちに気づいて、他の従業員たちとともに謝罪し和解。復帰後は親切に接するようになる。
柳元啓輔
演 - 岡本竜汰
ハルの同僚。原田や他の従業員同様、ハルとミキを見下していたが、彼の解雇をきっかけに考えを改める。
建部真一郎（ジェイ・ストラウス博士）
演 - 益岡徹
大学で脳科学の研究をしている教授。ハルと出会い、脳手術を執刀しハルを天才にする。脳手術の欠陥が判明した際はハルを案じ、原因の究明と改良に協力を申し出る。
徳永篤（バート・セルドン）
演 - 田口浩正
建部の部下。アルジャーノンを始めとした実験用のネズミの世話をしている。優しく涙もろい性格で、ハルのことを常に気にかけていた。恭子に好意を抱く。
田代ミキ（バーニス）
演 - 榎本加奈子
ハルの同僚で、夜間学校のクラスメイト。ハルと同じく知的障がいがある。
ハルの事を信頼しており、彼がパン屋を解雇された時は泣くほど落ち込んでいたが「ハル君に負けていられないから」と気持ちを切り替え、同僚たちの助けもあって接客業もできるようになった。
最終回では天才だったハルの知能が元に戻った姿に驚いてたが、今までと変わらずに接する。
本編では言及されていないが、設定などから、彼女のモデルは原作でチャーリイが通う精神遅滞者専門の学習クラスのクラスメイト「バーニス」と思われる。
蓮見佐智代（ローズ・ゴードン）
演 - いしだあゆみ
ハルと冬美の母。障がいがあるハルの養育に悩み、冬美が生まれる前にハルをパン屋に預けるが、心の底では罪悪感を抱いていた。
知能が発達したハルと再会した際、1度目は面会を拒んでいた。2度目は怒りをぶつけるよう迫るが、一切恨みを抱かなかった彼に感謝の言葉を述べられる。その後は彼が海外に渡ったと思っていたが、エリナからその後の近況を聞いたことで冬美とともに全てを受け入れ、ハルと暮らすことを決心して迎えに訪れた。
鹿島 夏男（マット・ゴードン）
演  - 山本圭
ハルと冬美の父。ハルが幼い頃に荒んでいた佐智代を見かねて別居したが、障がいにある程度の理解を示す酒好きで温かな人柄であったことがハルの回想で語られている。再会した際は原作同様理髪店を営んでいたが、成人していた彼には気づかなかった。

## スタッフ
- 原作 - ダニエル・キイス『アルジャーノンに花束を』
- 脚本 - 岡田惠和
- 演出 - 新城毅彦、塚本連平
- 音楽 - 寺嶋民哉
- 主題歌 - ジェニファー・ウォーンズ「ソング・オブ・バーナデット」（BMG FUNHOUSE）
- 挿入歌 - ラブハンドルズ「スピード」（Sony Records）
- プロデュース - 安藤和久、東城祐司（MMJ）、伊藤達哉（MMJ）
- 制作 - 関西テレビ、MMJ

## 視聴率
- 第1話：14.5%[1]
- 第2話：9.9%
- 第3話：10.0%
- 第4話：10.6%
- 第5話：9.8%
- 第6話：11.4%
- 第7話：10.6%
- 第8話：10.8%
- 第9話：11.2%
- 第10話：9.6%
- 最終話：13.3%

平均視聴率 11.1%

## 受賞
- 第35回ザテレビジョンドラマアカデミー賞[2][3]
  - 主演男優賞（ユースケ・サンタマリア）
  - 脚本賞（岡田惠和）
  - 劇中音楽賞（寺嶋民哉）
- 第12回TV LIFE年間ドラマ大賞 
  - 主演男優賞（ユースケ・サンタマリア）[4]

## 韓国でのリメイク
2006年に韓国放送公社（KBS）で、『おはよう、神様!』（안녕하세요 하느님〈アンニョンハセヨ ハヌニム〉）のタイトルで、2002年版のドラマがリメイクされた。主人公の名は同じく「ハル」だが、パン屋に勤務ではなく養護学校にいることや、女詐欺師が登場するなど日本版とは違う設定になっている。出演はユ・ゴン、キム・オクビン、イ・ジョンヒョクなど。